# Shirley Knauer
Shirley K. Knauer (* 1976 in Fürth, Bayern) ist eine deutsche Biologin mit dem Forschungsschwerpunkt translationale Krebsforschung. Sie ist seit 2016 W2-Professorin für Molekularbiologie II am Zentrum für Medizinische Biotechnologie (ZMB) der Universität Duisburg-Essen.

## Werdegang
Knauer studierte an der Friedrich-Alexander-Universität Erlangen-Nürnberg von 1995 bis 2000 Biologie. Anschließend promovierte sie 2005 am Chemotherapeutischen Forschungsinstitut Georg-Speyer-Haus in Frankfurt am Main im Fach Pharmazie und war dort bis 2006 sowie ab 2007 in der Abteilung Molekulare und Zelluläre Onkologie der Hals-Nasen-Ohren-Klinik der Universitätsmedizin der Johannes Gutenberg-Universität Mainz tätig. Dort habilitierte sie sich im Jahr 2008 für das Fach „Molekulare Medizin“. Nach ihrer 2010 angetretenen Juniorprofessur ist sie seit Anfang 2016 nun W2-Professorin für Molekularbiologie II am Zentrum für Medizinische Biotechnologie der Universität Duisburg-Essen.
In ihrer Forschung versucht sie, zellbiologische Prozesse bis ins Detail aufzuklären und parallel dazu neue Antikrebsmittel sowie entsprechende Screening-Methoden für die Wirkstoffsuche zu entwickeln. Für diesen Spagat zwischen Grundlagenforschung und Anwendung wurde sie bereits mehrfach ausgezeichnet, u. a. mit dem German Life Science Award 2013 der Gesellschaft für Biochemie und Molekularbiologie (GBM) und Hoffmann-La Roche. Des Weiteren war sie von 2011 bis 2014 Mitglied der Global Young Faculty der Stiftung Mercator.